# Anna Rudolf
Anna Rudolf (* 12. November 1987 in Miskolc) ist eine ungarische Schachspielerin, Kommentatorin, wie auch eine Twitch- und YouTube-Schach-Influencerin. Sie trägt den Titel eines Internationalen Meisters (IM) und ist dreimalige ungarische Landesmeisterin der Frauen. Weiterhin hat Rudolf dreimal Ungarn bei der Schacholympiade und der Europameisterschaft im Mannschaftsschach vertreten. Ihre höchste Elo-Zahl erreichte sie im Jahr 2010 mit 2393.
Als Top-Blogger und aktiver Streamer der Online-Plattform Chess.com, der Rudolf 2016 beigetreten ist, berichtet sie zusammen mit anderen Chess.com-Persönlichkeiten wie beispielsweise GM Hikaru Nakamura, GM Robert Hess, IM Daniel Rensch oder WFM Alexandra Botez regelmäßig sowohl von bedeutenden Online-Events wie auch hochkarätigen Turnieren am Brett im Schach. Daneben ist Rudolf ebenfalls für die Plattform Chess24 tätig, bei der sie im Jahr 2013 mit dem Aufzeichnen und Bereitstellen von Lehrvideos begann.
Mittlerweile betreibt Rudolf mit knapp einer halben Millionen Followern bzw. Abonnenten auf ihren Twitch- und YouTube-Kanälen und über 13 Millionen Videoaufrufen auf YouTube Online-Kanäle, die zu den populärsten ihrer Art zählen.

## Leben
Rudolf wurde am 12. November 1987 in Miskolc in Ungarn als erstes Kind ihrer Eltern geboren. Sie wuchs in Bátaszék im Süden Ungarns auf und hat eine jüngere Schwester mit Namen Kata. Ihr Vater, László Rudolf, ist selbst ein profunder Schachspieler mit einem Elo-Wert von 2081 im Juli 2022, der ebenfalls schon Weltmeister im Hexagonalen Schach war. Mit vier Jahren fing sie gemeinsam mit ihrer Schwester an, Schach zu spielen. Zunächst behandelten sie die Schachfiguren wie kleine Puppen, bevor sich Rudolf dem Computerspiel Battle Chess aus dem Jahr 1988 - immer noch als Vierjährige - zuwandte, das mit anthropomorph animierten lebensnahen Schachfiguren bereits zehn Schwierigkeitsgrade in der Engine wie auch die Option zur zeitlichen Begrenzung der Partien bot.
Trainiert wurde Rudolf von dem ungarischen Internationalen Meister Béla Molnár. Mit neun Jahren zog sie schließlich die Aufmerksamkeit der Medien auf sich, als sie den ungarischen Großmeister Lajos Portisch als Teilnehmerin in einer Simultanherausforderung besiegte.
Rudolfs großes Schachidol war zu dieser Zeit Judit Polgár, die weitläufig als die beste Schachspielerin aller Zeiten gilt. Rudolf hatte zum ersten Mal im Alter von elf Jahren die Gelegenheit, gegen Polgár zu spielen, als sie nach Budapest reiste, um an einer Vorführung von Simultanschach mit Polgár teilzunehmen. Im späteren Verlauf wurden sie und Polgár gute Freunde. Sie unterstützte sie bei der Förderung des jährlichen Global Chess Festivals, das von Polgár ins Leben gerufen wurde, und die beiden kommentierten schließlich gemeinsam die Schachweltmeisterschaft 2018.
Rudolf studierte Russisch und Englisch an der Universität Pécs und zog im Jahr 2010 nach Madrid, wo sie das Unterrichten von Schach mit Turnieren verbinden konnte.
Seit dem Jahr 2019 ist Rudolf mit dem irischen YouTuber Kevin O’Reilly, besser bekannt als CallMeKevin, liiert. Anfang 2020 zog sie mit ihm zusammen in seine Heimatstadt Cork. Im Juli 2021 zog das Paar wiederum nach Spanien, wofür Rudolf aus ihrer Zeit in Madrid über eine permanente Niederlassungserlaubnis verfügt. Rudolf gab später bekannt, dass sie Spanien nie „offiziell“ verlassen hatte und eigentlich O’Reilly in Irland besuchte, als COVID-19-Sperren sie daran hinderten, wieder zurück nach Spanien zu gehen.

## Einzelerfolge
2008, 2010 und 2011 gewann sie die ungarische Landesmeisterschaft der Frauen.
Anna Rudolf ist seit 2008 Großmeisterin der Frauen, die dafür erforderlichen Normen erzielte sie im April 2007 bei der Europameisterschaft der Frauen in Dresden und im Dezember 2007 beim Open in Vandœuvre-lès-Nancy. Die WGM-Norm aus Vandœuvre-lès-Nancy galt gleichzeitig als Norm für den Titel des Internationalen Meisters (IM), weitere IM-Normen erfüllte sie 2010 beim Turnier Szentgotthárd in Szentgotthárd sowie im Juli 2014 beim Schachfestival in Biel/Bienne, so dass ihr 2015 der IM-Titel verliehen wurde. Ihre höchste veröffentlichte Elo-Zahl liegt bei 2393 im Juli 2010, allerdings erreichte sie in der zweiten Runde des Turniers IV Open Internacional Hotel Avenida de Canarias 2010 die für den IM-Titel erforderliche Mindest-Elo von 2400.
| Hier fehlt eine Grafik, die leider im Moment aus technischen Gründen nicht angezeigt werden kann. Wir arbeiten daran! |

## Mannschaftsschach

### Nationalmannschaft
Anna Rudolf nahm an den Schacholympiaden 2008, 2010 und 2012 mit der ungarischen Frauen-Nationalmannschaft teil. Bei den Mannschaftseuropameisterschaften der Frauen gehörte sie 2009, 2011, 2013 und 2015 zur ungarischen Auswahl.

### Vereinsschach
In der NB I. Szabó László csoport, der höchsten Klasse der ungarischen Mannschaftsmeisterschaft spielte sie von 2007 bis 2012 für Községi Sportegyesület Decs, in der deutschen Frauen-Bundesliga spielt Anna Rudolf seit 2009 für die Rodewischer Schachmiezen. In der britischen Four Nations Chess League spielte sie von 2005 bis 2008 für die Slough Sharks, in Frankreich spielt Rudolf beim Club de Vandœuvre-Echecs, mit dem sie 2012 die französische Mannschaftsmeisterschaft der Frauen gewann und 2009 am European Club Cup der Frauen teilnahm. In der luxemburgischen Mannschaftsmeisterschaft spielte sie in der Saison 2008/09 für die zweite Mannschaft von Le Cavalier Differdange. In der spanischen División de Honor spielte Anna Rudolf 2013 für Ajedrez con Cabeza - VTI Atocha sowie 2016 und 2017 für den Club Ajedrez Jaime Casas.

## Beispielpartie
|   | a | b | c | d | e | f | g | h |   |
| 8 |   |   |   |   |   |   |   |   | 8 |
| 7 |   |   |   |   |   |   |   |   | 7 |
| 6 |   |   |   |   |   |   |   |   | 6 |
| 5 |   |   |   |   |   |   |   |   | 5 |
| 4 |   |   |   |   |   |   |   |   | 4 |
| 3 |   |   |   |   |   |   |   |   | 3 |
| 2 |   |   |   |   |   |   |   |   | 2 |
| 1 |   |   |   |   |   |   |   |   | 1 |
|   | a | b | c | d | e | f | g | h |   |

Endstellung nach 30. hxg7+. Schwarz gab hier auf, da das Matt nicht mehr zu verhindern ist.
In der Partie gegen IM Alina Kashlinskaya, die im Jahr 2011 auf dem IX. György Marx Memorial ausgetragen wurde, spielte Rudolf schnell die Rochade auf der gegenüberliegenden Seite und demonstrierte einen ziemlich direkten und vernichtenden Angriff. Sie balancierte hierbei Angriff und Verteidigung hervorragend aus, bevor sie mit 29. h6! den entscheidenden Schlag ausführte.
Anna Rudolf (2355) - Alina Kashlinskaya (2360) 1:0
Paks, Juni 2011
Schottische Eröffnung, Potter Variante, C45
1. e4 e5 2. Sf3 Sc6 3. d4 exd4 4. Sxd4 Lc5 5. Sb3 Lb6 6. Sc3 Sf6 7. De2 0–0 8. Le3 Te8 9. f3 d6 10. 0–0–0 Le6 11. Kb1 Se5 12. Dd2 Sc4 13. Lxc4 Lxc4 14. g4 Sd7 15. g5 Db8 16. h4 Lxe3 17. Dxe3 b5 18. h5 b4 19. Se2 Db6 20. Sed4 a5 21. g6 a4 22. Sc1 Ta5 23. gxh7+ Kxh7 24. Df4 Dc5 25. b3 axb3 26. cxb3 Tb8 27. bxc4 b3 28. Sdxb3 Da3 29. h6 Se5 30. hxg7+ 1:0

## Streaming-Aktivitäten
Im Jahr 2013 begann Rudolf ihre Karriere als Online-Lehrerin mit der Erstellung einer Videoserie für die Internet-Plattform chess24. Im darauffolgenden Jahr tat sie sich mit ihrer Kameradin IM Sopiko Guramishvili zusammen, um die langjährigen Videoserien Miss Strategy und Miss Tactics auf chess24 zu starten, in der sie darauf abzielen, strategische und taktische Ansätze im Schach mit Rudolf als Miss Strategy und Guramishvili als Miss Tactics zu kombinieren.
Rudolf hatte bereits begonnen, das Unterrichten von Schach mit ihrer Karriere als Spielerin zu verbinden, als sie nach Spanien zog und sich 2010 in Madrid niederließ. Auf chess24 präsentiert sie ihren Content sowohl in der englischen wie auch in der spanischen Sprache.
Sie hat weiterhin mehrere Online-Schulungskurse veröffentlicht, darunter einen mit dem Titel Die Anna-Rudolf-Methode und einen weiteren über die Chessable-Kurswebsite zu Angriffsstrategien im Schach.
Rudolf ist eine der führenden Schachkommentatoren. Beispielsweise moderierte sie zusammen mit Judit Polgár die offizielle Berichterstattung über das Spiel der Schachweltmeisterschaft 2018 zwischen Magnus Carlsen und Fabiano Caruana. Sie hat ebenfalls regelmäßig die Grand Chess Tour kommentiert.
Zusätzlich zu den Events am Schachbrett ist sie auch regelmäßig Kommentatorin für Online-Events, die auf Chess.com gehostet werden, wie zum Beispiel für das Finale der PRO (Professional Rapid Online) Chess League, an dem professionelle Schachspieler teilnehmen, und die PogChamps-Turniere, an denen Prominente, unter ihnen auch immer wieder viele beliebte Streamer, teilnehmen, die relativ neu im Schach sind.
Rudolf rief ihren YouTube-Kanal im Jahr 2013 ins Leben und 2018 folgte das Streaming auf ihrem Twitch-Kanal. Sie ergänzt ihren Fokus auf Schach auf ihren YouTube- und Twitch-Kanälen auch mit verschiedenen weiteren Inhalten.

## Die Handschlag-Kontroverse
Für Aufsehen sorgte ein Vorfall mit Rudolf im Dezember 2007 beim Open in Vandœuvre-lès-Nancy, die zu diesem Zeitpunkt eine Elo-Zahl von 2293 hatte. Dort besiegte sie unter anderem den Turnierfavoriten und Großmeister Christian Bauer, belegte am Ende mit sechs Punkten aus neun Partien den neunten Platz und erfüllte eine Norm für den Titel eines Internationalen Meisters.
Nach ihren Erfolgen in den ersten Runden des Turniers wurde sie von drei Spielern – Oleg Krivonosov, Vladimir Lazarev und Ilmārs Starostīts – des Betrugs beschuldigt. Diese stellten die absurd wirkende Vermutung auf, dass Rudolf aus einer Schachengine errechnete Züge über ein als Lippenpflegestift getarntes Empfangsgerät übermittelt worden seien. Tatsächlich blieben sie Beweise dafür schuldig, allerdings stand Rudolf in den restlichen Runden unter verstärkter Beobachtung durch die Schiedsrichter. In der letzten Runde musste Rudolf gegen Starostīts antreten, der ihr den üblichen Handschlag verweigerte.
Nach dem Turnier protestierte der Ungarische Schachverband gegen das „unethische Verhalten“ der drei Spieler und beantragte eine Prüfung durch die Ethikkommission der FIDE. Unterstützung fanden sie unter anderem von der SPF (Susan Polgar Stiftung), die sich aktiv gegen Frauenfeindlichkeit im Schach einsetzt und davon überzeugt war, dass es Ziel der drei Herren war, Rudolf auf dem Turnier moralisch zu zerstören.

“Jedes Mal, wenn ich aufstehen wollte – denn im klassischen Schach hat man für jede Partie ein paar Stunden Zeit, um auf die Toilette zu gehen, frische Luft zu schnappen, wenn man möchte, vielleicht sogar einen Snack zu nehmen, wenn man hungrig ist – Jedes Mal, wenn ich vom Brett aufstehen wollte, weil ich nicht am Zug war, versuchte er [Starostīts] schnell, einen Zug zu machen, damit ich mich zurück an den Platz begeben musste und den Raum nicht verlassen konnte.”

Christian Bauer selbst ging während der Partie und auch nach Analyse der Partie nie von „externer Hilfe“ aus, sondern dass Anna Rudolf stets ihre eigenen Züge spielte. Allerdings vermutete er auch, dass zumindest GM Lazarev geglaubt hat, dass Anna Rudolf betrügen würde. Sonst hätte Lazarev nicht nach 11 Zügen ein Remis angeboten.
Im September 2010 verhängte die FIDE schließlich in ihrem Urteil eine sechsmonatige Turniersperre gegen Krivonosov, Lazarev und Starostīts. Spätere Analysen zeigen auf, dass die Verwendung einer Schachengine äußerst unwahrscheinlich war, da Engines in den entscheidenden Zügen gegen GM Bauer anders entschieden hätten. Gleichzeitig betont Rudolf ihre langjährige Freundschaft zu Christian Bauer.
Aufgrund der für Rudolf unfassbaren Beschuldigungen bezeichnet sie sich heute selbstironisch auch als „Lipstick maniac“ (deutsch: Verrückt nach Lippenstift).